# Champions des États-Unis de natation en bassin de 50 m du 100 m brasse

## 100 mètres brasse messieurs
| Championnat                              | Ville                 | Nageur                         | Naissance | Âge   | Club                    | Temps                       |
| 1960 sélections olympiques (août) (50 m) | Detroit, MI           | Paul Hait                      |           |       | Santa Clara             | 1 min 13 s 5                |
| -----                                    |                       |                                |           |       |                         |                             |
| -----                                    |                       |                                |           |       |                         |                             |
| 1962 printemps (avril) (25 yd)           |                       | Chet Jastremski                | 1941      | 21    | Unattached              | 59 s 1                      |
| 1962 été (août) (50 m)                   | Cuyahoga Falls        | Chet Jastremski                | 1941      | 21    | Indiana                 | 1 min 08 s 2                |
| 1963 printemps (mars) (25 yd)            |                       | Chet Jastremski                | 1941      | 21    | Indiana                 | 58 s 5                      |
| 1963 été (août) (50 m)                   | Oak Park, IL          | Bill Craig                     | 1945      | 18    | Verdugo Hills           | 1 min 10 s 2                |
| 1964 printemps (avril) (25 yd)           | Bartlesville, OK      | Bill Craig                     | 1945      | 19    | Southern California     | 1 min 00 s 1                |
| 1964 été (août) (50 m)                   | Los Altos, CA         | Bill Craig                     | 1945      | 19    | Southern California     | 1 min 09 s 7                |
| 1965 printemps (avril) (25 yd)           |                       | Paul Scheerer                  |           |       | Michigan                | 1 min 00 s 4                |
| 1965 été (août) (50 m)                   | Maumee, OH            | Tom Tretheway                  |           |       | Indiana                 | 1 min 08 s 3                |
| 1966 printemps (avril) (25 yd)           |                       | W. Anderson                    |           |       | Southern California     | 1 min 01 s 1                |
| 1966 été (août) (50 m)                   |                       | Kenneth Merten                 |           |       | Los Angeles             | 1 min 08 s 9                |
| 1967 printemps (avril) (25 yd)           |                       | Kenneth Merten                 |           |       | Southern Methodist      | 58 s 9                      |
| 1967 été (août) (50 m)                   |                       | Kenneth Merten                 |           |       | Los Angeles             | 1 min 08 s 7                |
| 1968 printemps (avril) (25 yd)           |                       | Kenneth Merten                 |           |       | Los Angeles             | 58 s 83                     |
| 1968 été (août) (50 m)                   |                       | Mike Dirksen                   |           |       | David Douglas           | 1 min 08 s 8                |
| 1968 sélections olympiques (août) (50 m) | Long Beach, CA        | Donald McKenzie                | 1947      | 21    | Bloom                   | 1 min 07 s 3 RUSA           |
| 1969 printemps (avril) (25 yd)           |                       | Brian Job                      |           |       | Unattached              | 58 s 11                     |
| 1969 été (août) (50 m)                   |                       | Jose Fiolo                     | 1950      | 19    | Phillips 66             | 1 min 06 s 9                |
| 1970 printemps (avril) (25 yd)           |                       | Brian Job                      |           |       | Santa Clara             | 57 s 02                     |
| 1970 été (août) (50 m)                   |                       | Brian Job                      |           |       | Santa Clara             | 1 min 06 s 49 RUSA          |
| 1971 printemps (avril) (25 yd)           |                       | Brian Job                      |           |       | Santa Clara             | 57 s 75                     |
| 1971 été (août) (50 m)                   |                       | Peter Dahlberg                 |           |       | Gatorade                | 1 min 06 s 91               |
| 1972 printemps (avril) (25 yd)           |                       | Brian Job                      |           |       | Santa Clara             | 57 s 50                     |
| 1972 sélections olympiques (août) (50 m) | Chicago, IL           | John Hencken                   | 1954      | 18    | Santa Clara             | 1 min 05 s 99 RUSA          |
| 1973 printemps (avril) (25 yd)           |                       | Mark Chatfield                 |           |       | Southern California     | 57 s 36                     |
| 1973 été (août) (50 m)                   |                       | John Hencken                   | 1954      | 19    | Santa Clara             | 1 min 05 s 17               |
| 1974 printemps (avril) (25 yd)           |                       | John Hencken                   | 1954      | 20    | Santa Clara             | 55 s 50                     |
| 1974 été (août) (50 m)                   |                       | John Hencken                   | 1954      | 20    | Santa Clara             | 1 min 04 s 38               |
| 1975 printemps (avril) (25 yd)           |                       | John Hencken                   | 1954      | 21    | Santa Clara             | 56 s 16                     |
| 1975 été (août) (50 m)                   |                       | Richard Colella                |           |       | Totem Lake              | 1 min 05 s 95               |
| 1976 printemps (avril) (50 m)            |                       | David Wilkie                   | 1954      | 22    | Miami                   | 1 min 04 s 46               |
| 1976 sélections olympiques (juin) (50 m) | Long Beach, CA        | John Hencken                   | 1954      | 22    | Santa Clara             | 1 min 04 s 20               |
| 1976 été (août) (50 m)                   |                       | John Hencken                   | 1954      | 22    | Santa Clara             | 1 min 04 s 36               |
| 1977 printemps (avril) (25 yd)           |                       | Scott Spann                    |           |       | Fullerton Aquatics      | 56 s 06                     |
| 1977 été (août) (50 m)                   | Mission Viejo, Ca     | Rik Hofstetter                 |           |       | Gatorade                | 1 min 05 s 24               |
| 1978 printemps (avril) (25 yd)           | Austin (TX)           | John Hencken                   | 1954      | 23    | Santa Clara             | 55 s 27                     |
| 1978 été (août) (50 m)                   | The Woodlands, TX     | Steve Lundquist                | 1961      | 17    | Tallman Pools           | 1 min 04 s 44               |
| 1979 printemps (avril) (25 yd)           | Los Angeles, CA       | Steve Lundquist                | 1961      | 18    | Tallman Pools           | 54 s 77                     |
| 1979 été (août) (50 m)                   | Fort Lauderdale, FL   | Bob Barrett                    |           |       | Cincinnati Pepsi        | 1 min 03 s 98               |
| 1980 printemps (avril) (50 m)            | Austin (TX)           | Steve Lundquist                | 1961      | 19    | Dr Pepper               | 1 min 03 s 08               |
| 1980 sélections olympiques (août) (50 m) | Irvine, Ca            | Steve Lundquist                | 1961      | 19    | Dr Pepper               | 1 min 02 s 88               |
| 1981 printemps (avril) (25 yd)           |                       | Steve Lundquist                | 1961      | 20    | Dr Pepper               | 53 s 83                     |
| 1981 été (août) (50 m)                   |                       | Nick Nevid                     |           |       | Texas Longhorn Aquatics | 1 min 03 s 80               |
| 1982 printemps (avril) (25 yd)           | Université de Floride | Steve Lundquist                | 1961      | 21    | Mustang                 | 53 s 84                     |
| 1982 été (août) (50 m)                   | Indianapolis, In      | Steve Lundquist                | 1961      | 21    | Mustang                 | 1 min 02 s 53 RM            |
| 1983 printemps (avril) (25 yd)           | Indianapolis, In      | Steve Lundquist                | 1961      | 22    | Mustang                 | 54 s 07                     |
| 1983 été (août) (50 m)                   | Clovis, Ca            | Steve Lundquist                | 1961      | 22    | Mustang                 | 1 min 02 s 34 RM            |
| 1984 printemps (mars) (50 m)             |                       | John Moffet                    | 1964      | 20    | Southern California     | 1 min 03 s 15               |
| 1984 Sélections JO (juin) (50 m)         | Indianapolis, IN      | John Moffet                    | 1964      | 20    | Southern California     | 1 min 02 s 13 RM            |
| 1984 été () (50 m)                       |                       | Bob Jackson                    |           |       | Tacoma                  | 1 min 03 s 46               |
| 1985 printemps (avril) (25 yd)           | Monterey Park, Ca     | Tom Genz                       |           |       | Little Rock             | 54 s 70                     |
| 1985 été (août) (50 m)                   | Mission Viejo, Ca     | John Moffet                    | 1964      | 21    | Southern California     | 1 min 03 s 17               |
| 1986 printemps (mars) (25 yd)            | Orlando, Fl           | Tom Genz                       |           |       | Little Rock             | 54 s 56                     |
| 1986 Sélections CM (juin) (50 m)         | Orlando, Fl           | Steve Bentley                  |           |       | Golden W                | 1 min 03 s 43               |
| 1986 été (août) (50 m)                   | Santa Clara, Ca       | Brett Beedle                   |           |       | Los Altos               | 1 min 04 s 45               |
| 1987 printemps (mars) (25 yd)            | Mission Bay, Fl       | Rick May                       |           |       | Gamecock                | 54 s 49                     |
| 1987 été (juillet) (50 m)                | Clovis, Ca            | Rich Schroeder                 |           |       | Santa Barbara           | 1 min 03 s 40               |
| 1988 printemps (mars) (50 m)             | Orlando, Fl           | Adrian Moorhouse               |           |       | City of Leeds           | 1 min 01 s 78               |
| 1988 été (août) (50 m)                   |                       | Rich Schroeder                 |           |       | Santa Barbara           | 1 min 01 s 96               |
| 1989 printemps (mars) (25 yd)            | Chapel Hill, NC       | Karoly Guttler                 | 1968      | 21    | Hongrie                 | 54 s 94                     |
| 1989 été (août) (50 m)                   | Los Angeles, CA       | Rich Schroeder                 |           |       | Santa Barbara           | 1 min 02 s 46               |
| 1990 printemps (mars) (25 yd)            | Nashville, TE         | Nelson Diebel                  | 1970      | 20    | Peddie                  | 53 s 84                     |
| 1990 été (août) (50 m)                   | Austin (TX)           | Eric Wunderlich                |           |       | Dynamo                  | 1 min 01 s 89               |
| 1991 printemps (avril) (50 m)            | Federal Way, WA       | Seth Van Neerden               |           |       | Unattached              | 1 min 01 s 67               |
| 1991 été (août) (50 m)                   | Fort Lauderdale, FL   | Seth Van Neerden               |           |       | Fort Lauderdale         | 1 min 02 s 11               |
| 1992 sélections olympiques (mars) (50 m) | Indianapolis, In      | Nelson Diebel                  | 1970      | 22    | Peddie                  | 1 min 01 s 40               |
| 1992 été (août) (50 m)                   | Mission Viejo, Ca     | Mike Barrowman                 | 1968      | 24    | Curl Burke              | 1 min 02 s 02               |
| 1993 printemps (avril) (50 m)            | Nashville, TE         | Seth Van Neerden               |           |       | Fort Lauderdale         | 1 min 02 s 46               |
| 1993 été (juillet) (50 m)                | Austin (TX)           | Tyler Mayfield                 |           |       | Stanford                | 1 min 02 s 31               |
| 1994 printemps (avril) (50 m)            | Federal Way, WA       | Norbert Rózsa                  | 1972      | 22    | Hongrie                 | 1 min 01 s 24               |
| 1994 été (août) (50 m)                   | Indianapolis, In      | Seth Van Neerden               |           |       | Fort Lauderdale         | 1 min 01 s 40               |
| 1995 printemps (mars) (50 m)             | Minneapolis, MN       | Leif Engstrom-Heg              |           |       | Fort Lauderdale         | 1 min 03 s 49               |
| 1995 été (août) (50 m)                   | Pasadena, CA          | Kurt Grote                     |           |       | Stanford                | 1 min 01 s 91               |
| 1996 printemps (février) (50 m)          | Orlando, Fl           | Seth Van Neerden               |           |       | Fort Lauderdale         | 1 min 03 s 24               |
| 1996 sélections olympiques (mars) (50 m) | Indianapolis, In      | Jeremy Linn                    |           |       | Tennessee               | 1 min 01 s 94               |
| 1996 été (août) (50 m)                   | Fort Lauderdale, FL   | Jarrod Mars                    |           |       | Beengal Tiger           | 1 min 03 s 41               |
| 1997 printemps (février) (50 m)          | Buffalo, NY           | Kurt Grote                     |           |       | Stanford                | 1 min 02 s 73               |
| 1997 été (juillet) (50 m)                | Nashville, TE         | Kurt Grote                     |           |       | Santa Clara             | 1 min 01 s 45               |
| 1998 printemps (avril) (50 m)            | Minneapolis, MN       | Jeremy Linn                    |           |       | Unattached              | 1 min 01 s 87               |
| 1998 été (août) (50 m)                   | Clovis, Ca            | Kurt Grote                     |           |       | Santa Clara             | 1 min 01 s 60               |
| 1999 printemps (avril) (50 m)            | Long Island, NY       | Ed Moses                       | 1980      | 19    | Curl Burke              | 1 min 02 s 28               |
| 1999 été (août) (50 m)                   | Minneapolis, MN       | Ed Moses                       | 1980      | 19    | Curl Burke              | 1 min 01 s 21               |
| 2000 printemps (mars) (50 m)             |                       | Ed Moses                       | 1980      | 20    | Curl Burke              | 1 min 01 s 43               |
| 2000 sélections JO (août) (50 m)         | Indianapolis, In      | Ed Moses                       | 1980      | 20    | Curl Burke              | 1 min 00 s 44 RUSA          |
| 2001 printemps (avril) (50 m)            | Austin (TX)           | Ed Moses                       | 1980      | 21    | Curl Burke              | 1 min 00 s 29 RM            |
| 2001 été (août) (50 m)                   | Fresno, CA            | Jarrod Mars                    | 1975      | 26    | Curl Burke              | 1 min 02 s 05               |
| 2002 printemps (mars) (50 m)             | Minneapolis, MN       | Henrique Barbosa               | 1984      | 18    | San Ramon               | 1 min 03 s 55               |
| 2002 été (août) (50 m)                   | Fort Lauderdale, FL   | Ed Moses                       | 1980      | 22    | Curl Burke              | 1 min 01 s 11               |
| 2003 printemps (avril) (50 m)            | Indianapolis, In      | Ed Moses                       | 1980      | 23    | Curl Burke              | 1 min 00 s 21 RUSA          |
| 2003 été (août) (50 m)                   | College Park, MA      | Ed Moses                       | 1980      | 23    |                         | 1 min 01 s 11               |
| 2004 printemps (février) (50 m)          | Orlando, Fl           | Vladislav Polyakov Jarrod Mars | 1983 1975 | 21 29 | Curl Burke              | 1 min 01 s 98 1 min 02 s 95 |
| 2004 sélections JO (juillet) (50 m)      | Long Beach, CA        | Brendan Hansen                 | 1981      | 23    | Texas Longhorn Aquatics | 59 s 30 RM                  |
| 2004 été (août) (50 m)                   | Stanford, CA          | Kevin Swander                  | 1984      | 20    | IST IN                  | 1 min 02 s 81               |
| 2005 Sélections CM (avril) (50 m)        | Indianapolis, In      | Brendan Hansen                 | 1981      | 24    | Texas Longhorn Aquatics | 1 min 00 s 13               |
| 2005 été (août) (50 m)                   | Irvine, Ca            | Matthew Lowe                   | 1985      | 20    | Texas Longhorn Aquatics | 1 min 01 s 64               |
| 2006 printemps (mars) (50 m)             | Federal Way, WA       | Mihaly Flaskay                 | 1982      | 24    | Southern California     | 1 min 02 s 18               |
| 2006 été (août) (50 m)                   | Irvine, Ca            | Brendan Hansen                 | 1981      | 25    | Texas Longhorn Aquatics | 59 s 13 RM                  |
| 2007 printemps (mars) (50 m)             | East Meadow, NY       | Cheyne Bloch                   | 1982      | 25    | PASACA                  | 1 min 03 s 17               |
| 2007 été (juillet) (50 m)                | Indianapolis, In      | Brendan Hansen                 | 1981      | 26    | Texas Longhorn Aquatics | 59 s 59                     |
| 2008 Sélections JO (juillet) (50 m)      | Omaha                 | Brendan Hansen                 | 1981      | 27    | Texas Longhorn Aquatics | 59 s 93                     |